# Слёзиха
Слёзиха (укр. Сльозиха) — село,
Выришальненский сельский совет,
Лохвицкий район,
Полтавская область,
Украина.
Код КОАТУУ — 5322681907. Население по переписи 2001 года составляло 42 человека.

## Географическое положение
Село Слёзиха находится на расстоянии в 1 км от села Бешты и в 2,5 км от села Выришальное.